# Shereefa Lloyd
Shereefa Lloyd (Jamaica, 2 de septiembre de 1982) es una atleta jamaicana, especialista en la prueba de relevo 4 x 400 metros, con la que ha llegado a ser subcampeona del mundo en 2007 y en 2009.

## Carrera deportiva
En el Mundial de Berlín 2009 gana la medalla de plata en relevos 4 x 400 m, con un tiempo de 3:21.15, tras las estadounidenses y por delante de las británicas, siendo sus compañeras de equipo: Novlene Williams-Mills, Rosemarie Whyte y Shericka Williams.
También ha ganado otra plata en el Mundial de Osaka 2007 y bronce en las Olimpiadas de Pekín 2008 y Londres 2012, siempre en la misma prueba de relevos 4 x 400 metros.